# Breviraja
Breviraja és un gènere de peixos de la família dels raids i de l'ordre dels raïformes.

## Taxonomia
- Breviraja abasiriensis (Ishiyama, 1952)
- Breviraja claramaculata (McEachran & Matheson, 1985)[2]
- Breviraja colesi (Bigelow & Schroeder, 1948)[3]
- Breviraja marklei (McEachran & Miyake, 1987)[4]
- Breviraja mouldi (McEachran & Matheson, 1995)[5]
- Breviraja nigriventralis (McEachran & Matheson, 1985)[6]
- Breviraja spinosa (Bigelow & Schroeder, 1950)[7]